# Conand
Conand je francouzská obec v departementu Ain v regionu Auvergne-Rhône-Alpes. V roce 2012 zde žilo 107 obyvatel.

## Sousední obce
Arandas, Bénonces, Cleyzieu, Ordonnaz, Saint-Rambert-en-Bugey, Souclin

## Vývoj počtu obyvatel
Počet obyvatel